# Сизарс-пэлас (трасса)
Сизарс-пэлас (англ. Caesars Palace Raceway) — трасса, проложенная по дорогам общего пользования вокруг казино «Сизарс-пэлас» (Caesars Palace) в Лас-Вегасе, Невада, США.
На трассе прошли два Гран-при Сизарс-пэласа Формулы-1 1981 и 1982 годов. В 1983-м гонка должна была состояться вновь, в качестве пятнадцатого этапа чемпионата мира, но организаторы соревнования и промоутеры Формулы-1 на этот раз не смогли сойтись на условиях и запланированные заезды были отменены, с заменой на Гран-при Европы. В статистике Формулы-1 автодром иногда упоминается, как «трасса Лас-Вегас» (Las Vegas).
Также на этой трассе проводились Гран-при Сизарс-пэласа в 1983 и 1984 году в классе ChampCar.

## Оценки трассы
Многие считали трассу одной из худших в истории «Формулы-1» — из-за места расположения, конфигурации, напоминавшей картодром, из-за климатических условий невадской пустыни. Комментарий Марка Зурера:

 «Это самое ужасное место, в котором когда-либо бывала Формула-1. И вспоминать не хочется. Они разбросали шины и бетонные блоки на парковке позади отеля. Это невозможно назвать трассой. У меня просто нет слов».

## Победители Гран-при Сизарс-пэласа

### Формула-1
| Год  | Пилот            | Команда  | Отчёт |
| ---- | ---------------- | -------- | ----- |
| 1982 | Микеле Альборето | Tyrrell  | Отчёт |
| 1981 | Алан Джонс       | Williams | Отчёт |

### ChampCar
| Год  | Пилот          | Команда    |
| ---- | -------------- | ---------- |
| 1984 | Том Снева      | March-Ford |
| 1983 | Марио Андретти | Lola-Ford  |